# Debates para as eleições presidenciais portuguesas de 2011
A temporada de debates para as eleições presidenciais portuguesas de 2011 consistiram numa série de debates que foram realizados entre 14 de dezembro de 2010 e 29 de dezembro de 2010 entre os candidatos à presidência da república de Portugal em 2011: o médico, activista e professor universitário Fernando Nobre (candidato independente), o electricista e político Francisco Lopes (apoiado pelo PCP e pelo PEV), o médico Defensor Moura (candidato independente), o escritor e politico Manuel Alegre (apoiado pelo PS, pelo BE e pelo PCTP/MRPP) e o economista, professor universitário e o então presidente em funções Aníbal Cavaco Silva (apoiado pelo PPD/PSD, pelo CDS-PP e pelo MEP). O primeiro debate foi realizado pela RTP1, no dia 14 de dezembro de 2010, entre Fernando Nobre e Francisco Lopes. O candidato apoiado pelo PND José Manuel Coelho, não compareceu a nenhum debate.

## Cronologia
Os debates para as eleições presidenciais 2011 foram transmitidas pela RTP1, SIC e TVI, em dezembro de 2010. 

### Intervenientes
- Aníbal Cavaco Silva (PPD/PSD, CDS-PP, MEP)
- Manuel Alegre (PS, B.E., PCTP/MRPP)
- Fernando Nobre (Candidato independente)
- Francisco Lopes (PCP, PEV)
- Defensor Moura (Candidato independente)

| Data                   | Intervenientes                          | Moderador(es)        | Canal |
| ---------------------- | --------------------------------------- | -------------------- | ----- |
| 14 de dezembro de 2010 | Fernando Nobre vs. Francisco Lopes      | Judite Sousa         | RTP1  |
| 16 de dezembro de 2010 | Defensor Moura vs. Manuel Alegre        | Judite Sousa         | RTP1  |
| 17 de dezembro de 2010 | Aníbal Cavaco Silva vs. Fernando Nobre  | Clara de Sousa       | SIC   |
| 18 de dezembro de 2010 | Francisco Lopes vs. Manuel Alegre       | Clara de Sousa       | SIC   |
| 21 de dezembro de 2010 | Aníbal Cavaco Silva vs. Francisco Lopes | Constança Cunha e Sá | TVI   |
| 22 de dezembro de 2010 | Fernando Nobre vs. Manuel Alegre        | Constança Cunha e Sá | TVI   |
| 23 de dezembro de 2010 | Aníbal Cavaco Silva vs. Defensor Moura  | Clara de Sousa       | SIC   |
| 27 de dezembro de 2010 | Defensor Moura vs. Fernando Nobre       | Judite de Sousa      | RTP1  |
| 28 de dezembro de 2010 | Defensor Moura vs. Francisco Lopes      | Constança Cunha e Sá | TVI   |
| 29 de dezembro de 2010 | Aníbal Cavaco Silva vs. Manuel Alegre   | Judite de Sousa      | RTP1  |